# オルカリア
オルカリア（Olkaria, または、Ol Karia）はケニアのナイロビの北西約100 km、ナイヴァシャ湖の南に位置する地域である。グレート・リフト・ヴァレーの東リフト・ヴァレーの一部である。更新世から現在までに活動したいくつもの火口からなるオルカリア火山体（Olkaria Volcanic Complex）があり、約180年前の噴火を最後に現在は活動を休止しているが噴気活動は続いている。ケニアを代表する地熱地帯であり、アフリカで最初の地熱発電所がある。現在はヘルズ・ゲート国立公園の一部となっている。

## オルカリア火山体
グレート・リフト・ヴァレーの東リフト・ヴァレーに連なる火山群の一つで、東にロンゴノット山が、南にススワ山がある。ナイヴァシャ湖のすぐ南に約240 km2広がる火山複合体で、その中心付近にオルカリアがある。80以上の火口が区別されていて、その噴出物はコメンダイト質溶岩が主たるもので粗面岩、玄武岩などの溶岩もある。基盤岩類の上を約20,000年前から現在までに活動した溶岩ドームおよび溶岩流が覆っていて、溶岩ドームは直径2 km、高さ340 mになるオルカリア・ヒルが最大である。地下1000-2500 mのボーリング孔が掘削されていて、火山岩がこれらの深さまで続くことを明らかにしている。最も新しい噴火は火山体の南東側にあるオロルブトト割れ目噴火口（Ololbutot fissue）からの黒曜岩溶岩流と軽石流で、軽石流の中の炭化した木の枝から180±50年前という放射炭素年代が得られている。
火山体の東寄りのところを南北に横切ってンジョロワ渓谷（Njorowa Gorge or Ol Njorowa）が通っている。ンジョロワ渓谷はヘルズ・ゲイト渓谷とも呼ばれ、200 mに達する崖にはさまれた狭い渓谷である。ナイヴァシャ湖の水位が今よりずっと高かった時代には、溢れ出た水がここを南に向かって流れていた。

## オルカリア地熱地帯
オルカリアでの地熱開発は1956年の掘削調査にさかのぼる。1970年から1974年にかけて国連とケニアが共同で、オルカリア、エブルル、ハニントン湖（現在のボゴリア湖）の3地域で地熱開発調査を行った。その結果、オルカリアが最優先開発地域とされた。
1981年6月、オルカリア東部で最初の15 MWの地熱発電所（オルカリアI発電所一号機）が運転を始めた。これはアフリカで最初の地熱発電所である。1982年に15 MWの二号機が、1985年に15 MWの三号機が同じ場所に建設された。この45 MWのオルカリアI発電所（Olkaria I）は31個の坑井に接続され、プラントは98％という高い稼働率で運転している。
2003年にはオルカリア北東部に建設された2つの35 MWのユニットが運転をはじめ、70 MWのオルカリアII発電所（Olkaria II）になっている。これは現在アフリカで最大の地熱発電所である。オルカリアIIでは三番目の35 MWユニットが2009年末の完成を目指して建設中である。オルカリアIとIIの6基の地熱発電所はすべてケニア電力公社 (KenGen) が運転しており、建設は日本の三菱重工業が受注している。
1996年、オルカリア西部の地熱開発をORMAT International社が落札し、3 MWのバイナリ発電式の地熱発電所を4基、計12 MW（オルカリアIII）を運転中である。また、2004年12月より1.8 MWのバイナリプラントが花卉栽培会社によって運転されている。

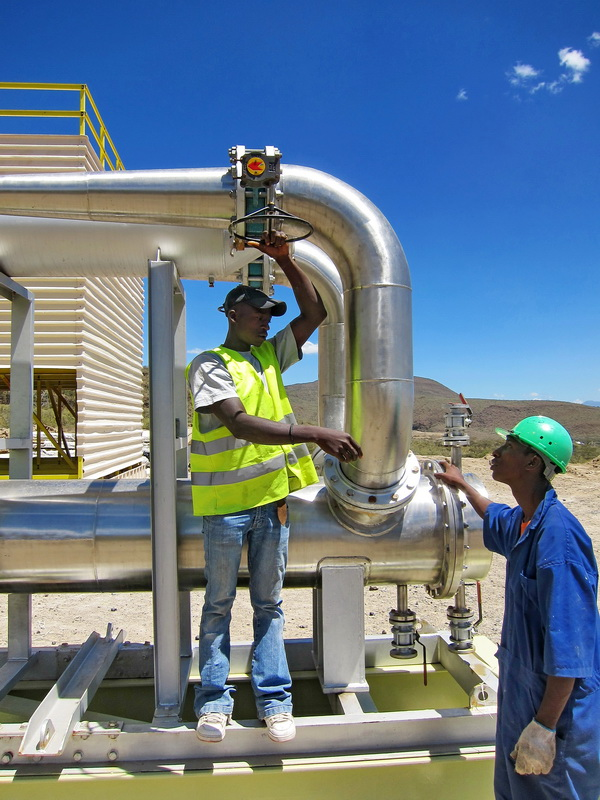
オルカリアの発電所の労働者